# Frédéric II d'Are
Frédéric II d'Are († 1168) fut évêque de Münster de 1152 à 1168. Pendant son règne, l'évêché de Münster a commencé devenir une puissance territoriale. De plus, personnellement, il a eu une forte influence sur l'aspect de la cathédrale de Münster à travers son implication dans les activités de construction.

## Famille
Il est issu de la famille des comtes d'Are (de), apparentée au comte de Limbourg. Son frère Gérard était prévôt à Bonn et a été élu archevêque par les prévôts et abbés de l'archidiocèse de Cologne après la mort d'Arnold II von Wied. Cependant, les chanoines de la cathédrale ont choisi Friedrich von Berg, qui a également été confirmé par l'empereur malgré des préoccupations canoniques considérables.

## Premières années
Friedrich est mentionné entre 1142 et 1151 comme sacristain de la cathédrale de Münster. Il devait avoir été chanoine pendant plusieurs années auparavant. L'archevêque Arnold I et lui étaient probablement amis en raison de leur relation. Lors d'un voyage à Rome, au cours duquel Frédéric l'accompagna, l'archevêque ne réussit pas à obtenir de Friedrich le poste de prévôt de Xanten. Après la mort de l'archevêque, Frédéric a perdu son plus fervent partisan. Dans le même temps, Arnold II von Wied, l'un de ses concurrents, acquiert une position centrale. Cependant, il ne s'oppose pas à l'élection de Frédéric comme évêque de Munster. Au contraire, il l'a consacrée lors du sacre de Frédéric Ier à Aix-la-Chapelle. L'archevêque Frédéric a tenté de gagner son camp après l'échec de la candidature à la prévôté de Xanten. En même temps, l'unité de la couronne et de l'église a été démontrée par une consécration conjointe.

## Travail au sein de l'archidiocèse
Comme son prédécesseur, Frédéric a promu la vie monastique à l'intérieur de l'évêché de Münster. En témoignent un certain nombre de dons et la confirmation des droits. Frédéric a probablement eu l'idée de construire deux tours d'angle sur la façade ouest au lieu de la tour centrale existante de la cathédrale. La construction de la tour nord a également commencé sous son règne. Une croix d'argent au-dessus du jubé, réputée pour faire des miracles, date également de son époque. Frédéric a acquis diverses reliques pour la cathédrale. Certains d'entre eux lui ont été donnés par l'empereur Frédéric Barberousse en récompense de ses services.
Sous le règne de Frédéric II, l'expansion territoriale de l'évêché de Münster sur la base de la Gografschaft (de) a commencé. Son différend avec la dynastie de Lohn (de) en la personne de Gottschalk II (de) est bien connu : il commence lorsque son prédécesseur Werner de Steusslingen meurt en 1155, cette dispute opposant l'évêque et le comte de Lohn au sujet des droits de propriété du château de Lohn. Ce qui fut réglé en faveur du comte.
La fin du bailliage des seigneurs de Tecklenburg sur le monastère et la ville de Münster a également contribué à la consolidation de la domination laïque. Depuis lors, l'évêque et le chapitre de la cathédrale peuvent choisir librement les baillis.

## Politique étrangère
Les relations avec l'empereur Frédéric Barberousse étaient bonnes. Il visita Münster en 1156. L'évêque Frédéric trouva la nomination de Rainald von Dassel comme chancelier offensante, mais il resta du côté de l'empereur. Il a pris part à son expédition pour l'Italie. Il est attesté en 1161 avec l'armée impériale au siège de Milan et plus tard au concile de Lodi. Pendant ce temps, il a commencé à se rapprocher davantage de Rainald von Dassel.
En 1164, il fait partie d'une coalition dirigée par Rainald von Dassel et divers évêques et seigneurs contre le comte Henri Ier d'Arnsberg (de), accusé de la mort de son frère. Le château et la ville d'Arnsberg ont été détruits. Plus tard, Frédéric a pu être trouvé près de Rainald. Même après sa mort, on le retrouve au côté de l'empereur.
Frédéric II est enterré dans la tour nord de la cathédrale de Münster.